# Yuji Kajikawa
Yuji Kajikawa (梶川 裕嗣 Kajikawa Yūji?, Toyota, Aichi, 26 de julio de 1991) es un futbolista japonés que juega de guardameta en el Kashima Antlers de la J1 League.

## Trayectoria

### Clubes
| Club                      | País  | Año       |
| ------------------------- | ----- | --------- |
| Shonan Bellmare           | Japón | 2014-2017 |
| Tokushima Vortis (cedido) | Japón | 2017      |
| Tokushima Vortis          | Japón | 2018-2019 |
| Yokohama F. Marinos       | Japón | 2020-2021 |
| Júbilo Iwata              | Japón | 2022-2023 |
| Kashima Antlers           | Japón | 2024-     |